# Black October
Albums de Sadat X
Experience & Education
(2005) Generation X
(2008)
Black October est le troisième album studio de Sadat X, sorti le 3 octobre 2006.

## Liste des titres
| No  | Titre                                                                                      | Contient un (des) sample(s) de                       | Durée |
| --- | ------------------------------------------------------------------------------------------ | ---------------------------------------------------- | ----- |
| 1.  | Black October (Produit par DJ Spinna)                                                      |                                                      | 4:37  |
| 2.  | Throw tha Ball (Produit par Ayatollah)                                                     | A Piece of the Action de Mavis Staples               | 3:44  |
| 3.  | The Post (Produit par Diamond D)                                                           |                                                      | 3:31  |
| 4.  | If You (featuring Big Meg, Eddie Cheeba, Tommy Gibbs et Tray Bag – Produit par Marco Polo) |                                                      | 4:41  |
| 5.  | Million Dolla Deal (Produit par Scotty Blanco)                                             | I Want to Pay You Back (For Loving Me) des Chi-Lites | 3:56  |
| 6.  | X Is A Machine (Produit par J-Zone)                                                        |                                                      | 3:25  |
| 7.  | Interlude (Produit par Spencer Doran)                                                      |                                                      | 1:19  |
| 8.  | Eternally Yours (Produit par The Asmatik)                                                  |                                                      | 4:12  |
| 9.  | Untraceable (Produit par Scotty Blanco)                                                    |                                                      | 3:27  |
| 10. | My Mind (featuring Greg Nice – Produit par Greg Nice)                                      |                                                      | 3:44  |
| 11. | Chosen Few (featuring Grand Puba et Lord Jamar – Produit par Gensu Dean)                   |                                                      | 4:48  |
| 12. | On tha Come Thru (Produit par Da Beatminerz)                                               |                                                      | 3:49  |
| 13. | Who (Produit par DJ Pawl)                                                                  |                                                      | 4:03  |
| 14. | Momentary Outro                                                                            |                                                      | 14:50 |

| 15. | God Is Back (Spencer Doran Remix) (Produit par Spencer Doran) |  |
| 16. | Why? (Lesbien) (Produit par Vin the Chin)                     |  |